# Университетская улица (Донецк)
Университетская улица — одна из центральных улиц Донецка, прежние названия — Шестая линия и Скотопрогонная.
Расположена в Киевском и Ворошиловском районах города. Берет своё начало от пересечения площади Коммунаров и заканчивается, переходя в проспект Киевский. Проложена параллельно, ниже, улицы Артема.

## Основные объекты

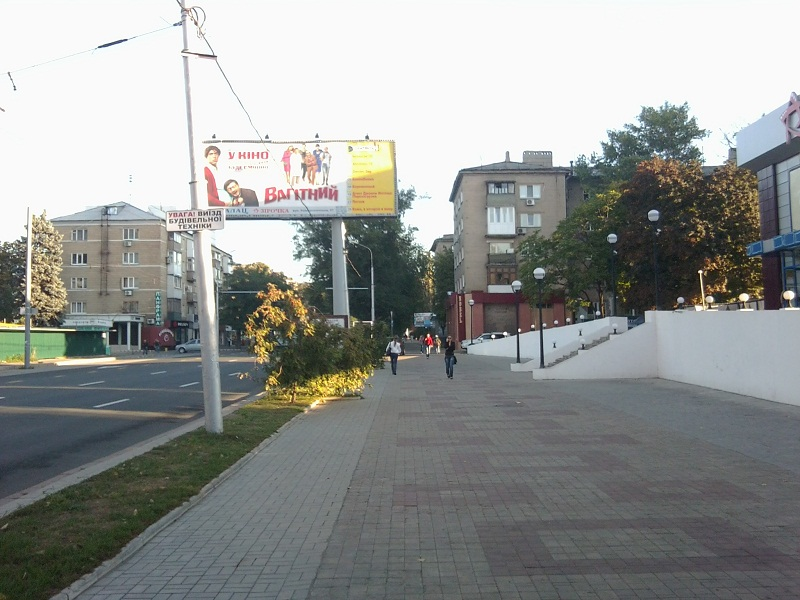
Университетская улица и Кинопалац «Звёздочка»

- Южный автовокзал — на пересечении с площадью Коммунаров.
- главный офис банка «ПУМБа».
- Донецкая областная государственная администрация.
- Кинотеатр «Звездочка».
- Донецкий парк кованых фигур.
- Дорожная клиническая больница на станции Донецк.
- Донецкий научно-исследовательский институт травматологии и ортопедии имени Н. Горького.
- Донецкий облстат.
- Управление пенсионного фонда ДНР.
- областное управление труда и социальной защиты.
- главное финансовое управление Донецкой облгосадминистрации.
- областное управление Государственной налоговой инспекции Украины.
- Донецкоблводоканал.
- Специализированная Государственная налоговая инспекция по работе с крупными плательщиками налогов города Донецка.

Образование

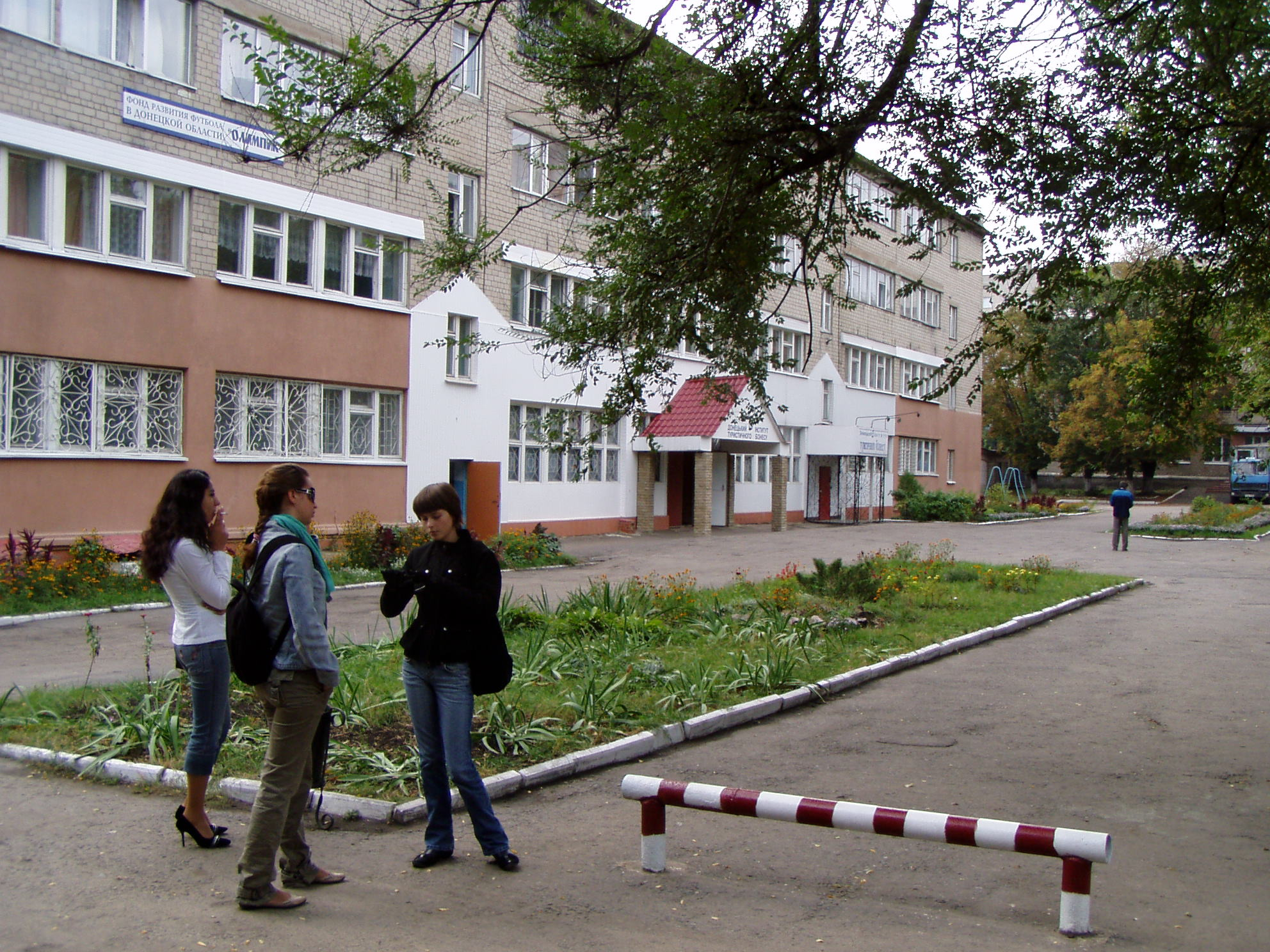
Донецкий институт туристического бизнеса, главный корпус по Университетской улице

- Научная библиотека Донецкого национального университета
- третий учебный корпус ДонНТУ — на пересечении с проспектом Ватутина.
- филологический факультет и бассейн ДонНУ, памятный барельеф поэту В. Стусу.
- Донецкий университет экономики и хозяйственного права
- Донецкий институт социального образования.
- Донецкий институт туристического бизнеса.
- Донецкий государственный колледж пищевых технологий и торговли.
- Донецкий профессиональный строительный лицей.

Наука
- Институт экономики промышленности НАН ДНР.
- Институт экономико-правовых исследований НАН ДНР.
- Донецкий Промстройниипроект.
- Донецкий государственный научно-исследовательский, проектно-конструкторский и экспериментальный институт комплексной механизации шахт.
- Научная библиотека института экономики промышленности НАН ДНР.

Спорт
- Федерация бильярдного спорта ДНР.
- Федерация футбола Донецкой области.

## Интересные факты
- Своё название улица получила в 1953 году, а первый университет в городе появился в 1965 году.
- До 1934 года улица называлась 6-линия.

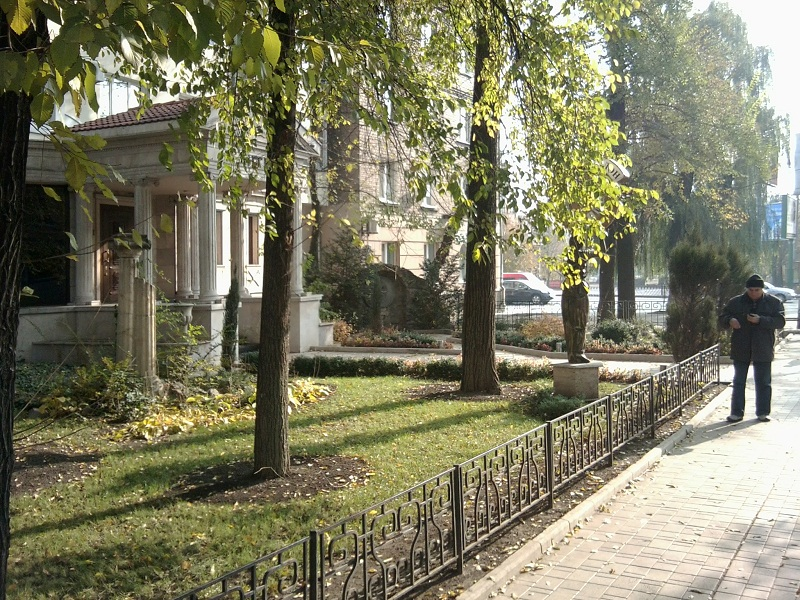
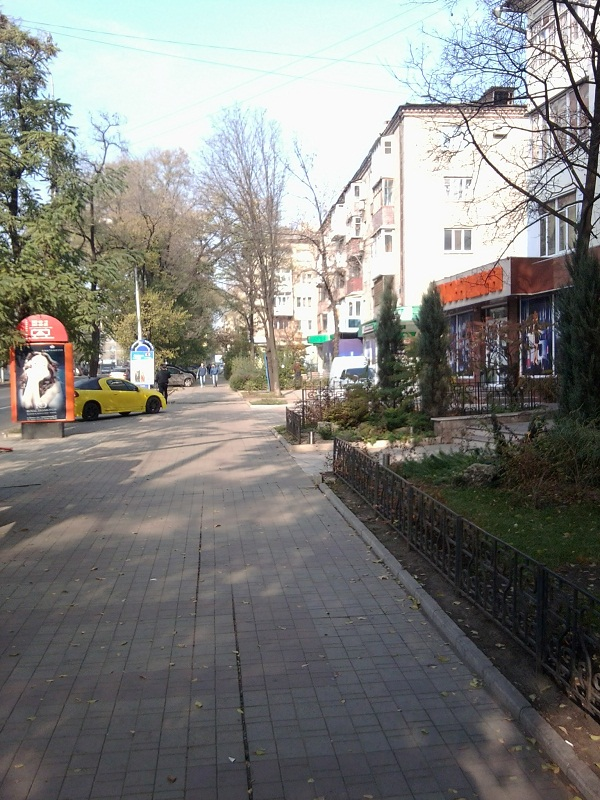
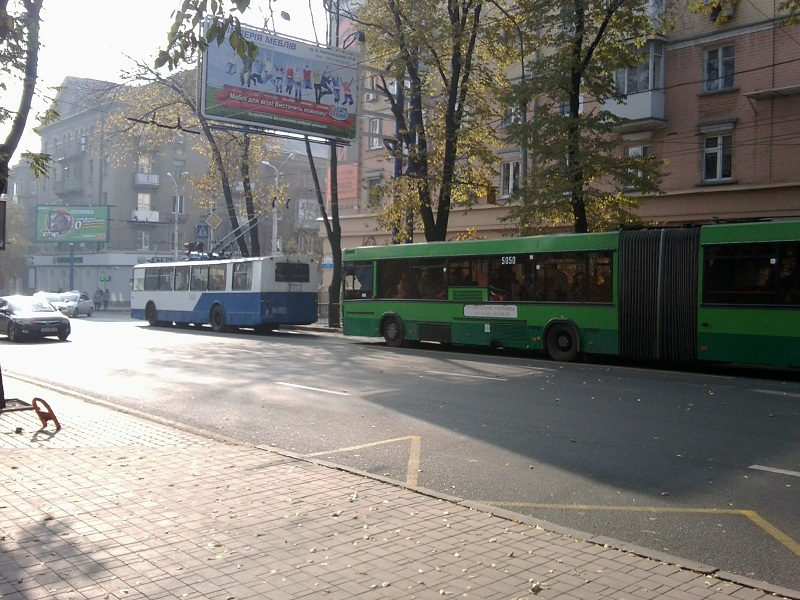
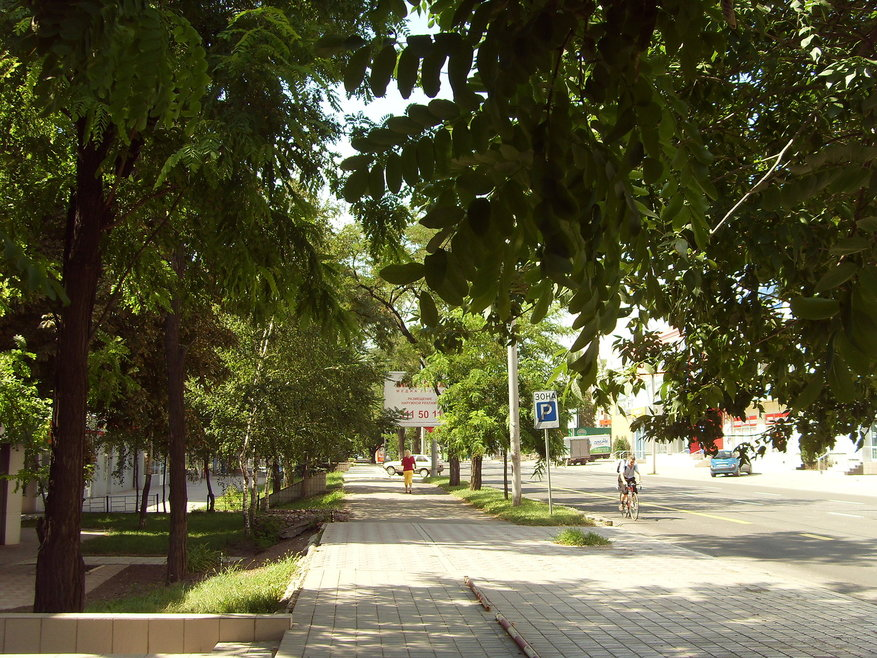
Улица Университетская, 2014 г.